# 김정욱 (1980년)
김정욱(1980년 4월 10일 ~ )은 대한민국의 남성 배우이다. 1996년 MBC 드라마 《나》로 데뷔하였으며, KBS의 《학교》 등에 출연하였다. 서울예술대학 방송연예과를 졸업하였으며, 현재 키이스트 소속이다.

## 학력
- 서울명원초등학교
- 한영중학교
- 광문고등학교
- 서울예술대학교 방송연예과

## 출연작

### 드라마, 시트콤
- 《나》 (1996년, MBC) - 황선빈 역
- 《학교》 (1999년, KBS) - 권혁수 역
- 《일요베스트 - 다향》 (2000년, KBS) - 영채 역
- 《카이스트》 (2000년, SBS) - 김욱 역
- 《딱좋아!》 (2001년, SBS)
- 《드라마시티 - 마녀재판》 (2004년, KBS)
- 《해변으로 가요》 (2005년, SBS) - 박재현 역
- 《MBC 베스트극장 - 네가 형부가 될 수 없는 오만가지 이유》 (2006년, MBC) - 강현민 역
- 《드라마시티 - 귀자 이야기》 (2006년, KBS) - 박종길 역
- 《MBC 베스트극장 - 놈들의 수다》 (2006년, MBC) - 강재 역
- 《환상의 커플》 (2006년, MBC) - 하덕구 역
- 《내 곁에 있어》 (2007년, MBC) - 차준호 역
- 《못말리는 결혼》 (2007년, KBS) - 이윤섭 역
- 《물병자리》 (2008년, SBS) - 장태수 역
- 《스포트라이트》 (2008년, MBC) - 서우현 역
- 《그녀의 스타일》 (2009년, KBS) - 유동욱 역
- 《다 줄거야》 (2009년, KBS) - 차태민 역
- 《역전의 여왕》 (2010년, KBS) - 선우 혁 역
- 《로맨스가 필요해 2012》 (2012년, tvN) - 강호준 역 (특별출연)
- 《아이리스 2》 (2013년, KBS) - 요한 역 (특별출연)
- 《개과천선》 (2014년, MBC) - 변호사 역 (특별출연)
- 《마마》 (2014년, MBC) - 서영진 역
- 《화려한 유혹》 (2015년, MBC) - 김경민 역
- 《기억》 (2016년, tvN)
- 《불어라 미풍아》 (2016년, MBC) - 창수 역
- 《왕은 사랑한다》 (2017년, MBC) - 김 내관 역
- 《한국인 자기야》 (2017년, GMA) - 김지호 역

### 영화
- 《요술》(2010년) - 정우 역
- 《9시 뉴스》(2011년)
- 《요시찰》(2021년) - 목사 역